# Lantier
Lantier es un municipio canadiense situado en la provincia de Quebec.

## Superficie
Lantier tiene una superficie de 48,19 km².

## Demografía
En 2021, tenía 891 habitantes, una densidad poblacional de 18,5 hab./km², y 819 viviendas.